# Mary Hesse
Mary Brenda Hesse (* 15. Oktober 1924 in Reigate, England; † 2. Oktober 2016) war eine britische Wissenschaftstheoretikerin und Autorin, die die Relevanz von Analogien und Modellen betonte. Ihr Buch Models and Analogies in Science (1963/66) zur Frage analogischer Modelle in der wissenschaftlichen Praxis gehört zu den einflussreichen Werken des Antinominalismus im 20. Jahrhundert.

## Leben
Mary Brenda Hesse wurde als Tochter von Ethelbert Thomas Hesse und Brenda Hesse (geb. Pelling) geboren. Als sie etwa fünf Jahre alt war, zog die Familie nach Croydon, wo sie die Woodford School besuchte. Während des Zweiten Weltkriegs arbeitete sie in der Philips-Elektrofabrik in Morden und ging täglich eineinhalb Stunden zu Fuß zur Arbeit.
1943 begann sie ihr Studium am Imperial College in London und schloss 1945 mit einem Bachelor-Abschluss in Mathematik ab. Im Anschluss promovierte Hesse dort 1948 in Elektronenmikroskopie. Außerdem erwarb sie 1950 einen Master of Science am University College London. Dort befasste sie sich mit Wissenschaftsgeschichte und -philosophie.
Ihre akademische Laufbahn begann sie an der Universität Leeds als Lektorin für Mathematik, von 1955 bis 1959 unterrichtete sie an der Universität London Wissenschaftstheorie und -geschichte. 1960 wechselte sie an die Universität Cambridge, wo sie als Dozentin in der noch relativ neuen Abteilung für Geschichte und Philosophie der Wissenschaft tätig war. 1975 wurde sie zur Professorin für Wissenschaftsphilosophie ernannt, eine Position, die sie bis zu ihrem Ruhestand innehatte. Sie trat frühzeitig in den Ruhestand, da sie mit der soziologischen Ausrichtung der Disziplin in Cambridge unzufrieden war.
Die Philosophin Margareta Hallberg, die mehrere Interviews mit Hesse führte, bemerkte hierzu einmal: „Interessanterweise kamen, als [Hesse] sich auf die Stelle in der Abteilung für Geschichte und Philosophie bewarb, zwei Frauen in die engere Wahl, Mary Hesse und Marjorie [Grene], eine Philosophin der Ideen, die auch in Biologie ausgebildet war. Es war äußerst ungewöhnlich und überraschend, dass zwei Frauen in die engere Wahl für eine Position der Wissenschaftsphilosophie in Cambridge kamen; in meinen Interviews mit Hesse kommentierte sie, dass ‚dies auf die Neuheit und den relativ niedrigen Stellenwert des Fachs in Cambridge hindeutet‘.“
Hesses Zeit an der Universität war schwierig: Als eine der wenigen weiblichen Lehrkräfte in Cambridge wurde sie vom College-Leben ausgeschlossen, weil sie eine Frau war und nicht in den Männerkollegs speisen durfte, selbst nicht als Gast. „Mary wurde allein durch die Tatsache, dass sie eine Frau war, vom College-Leben ausgeschlossen“, erinnerte sich der Historiker Sir Richard Evans in einem Nachruf. Es gibt ein Foto, das 1957 beim neunten Symposium der Colston Research Society in Bristol aufgenommen wurde und 42 Physiker und Philosophen zeigt – alles Männer, außer Hesse. Die Dinge änderten sich, als sie Fellow des Wolfson College wurde, wo sie später von 1976 bis 1980 als Vizepräsidentin fungierte.
In ihrem Ruhestand wandte sich Hesse der Landschaftsgeschichte und Archäologie zu: Sie nahm an Exkursionen teil, erwarb Zertifikate in Archäologie und Landschaftsgeschichte, forschte über Ortsnamen und Feldmuster in der Umgebung von Cambridge und wurde zur Präsidentin der Cambridge Antiquarian Society gewählt.
In den letzten drei Jahren ihres Lebens litt sie an Alzheimer und verstarb am 2. Oktober 2016 im Alter von 91 Jahren.

## Wirken
Hesse war zu Lebzeiten als Wissenschaftsphilosophin bekannt. Ihre Ausbildung in den Naturwissenschaften stützte ihr philosophisches Interesse daran, zu verstehen, wie Wissenschaft und wissenschaftliches Denken wirklich funktionieren. Hesse arbeitete über philosophische Interpretation der Logik und wissenschaftlichen Methoden sowie zu den Grundlagen der Natur- und Sozialwissenschaften. Sie schlug zur Frage wissenschaftlicher Praxis einen auf analogischen Modellen basierenden Ansatz vor. Hesse unterscheidet diese Modelle nach formellen und materiellen sowie positiven, negativen und neutralen Analog-Eigenschaften.
Sie war Mitglied der Britischen Akademie und im Jahre 1979 Präsidentin der Philosophy of Science Association. 1989 wurde sie zum Mitglied der Academia Europaea gewählt. Sie war Ehrendoktor der Universität Cambridge (2002).
Hesse hinterließ ihrem Fach eine Reihe bemerkenswerter Werke: Forces and Fields (1961), Revolutions and Reconstructions in the Philosophy of Science (1980) und, zusammen mit Michael Arbib, The Construction of Reality (1986). Das bekannteste Werk ist jedoch ein elegant analytisches Buch über die Rolle von Metaphern im wissenschaftlichen Denken: Models and Analogies in Science (1963). Hesses Buch war seiner Zeit voraus und ist heute vergriffen. Darin untersucht sie die Verwendung von Metaphern, Analogien und Modellen in der Wissenschaft und wie diese als intellektuelle Werkzeuge zur Erklärung komplexer wissenschaftlicher Konzepte dienen. Sie positionierte sich zwischen den extremen Ansichten von Karl Popper, der Wissenschaft als objektive Tätigkeit betrachtete, und Thomas Kuhn, der Wissenschaft als subjektiv und kulturell abhängig ansah. Kuhns überaus populäres The Structure of Scientific Revolutions (1962), das nur ein Jahr vor ihren Models and Analogies veröffentlicht wurde, wurde immer wieder neu aufgelegt und genießt den Status eines Klassikers auf diesem Gebiet. Ann-Sophie Barwich, Kognitionswissenschaftlerin und empirische Philosophin, bemerkte einmal: „Ich denke, es hätte anders herum sein sollen. Das ist nicht einfach eine Geschmacksaussage oder persönliche Vorliebe. Es ist ein Argument aus der Geschichte mit seinem Mechanismus von kollektiv Gedächtnis und Vergessen.“ Hesse schlug einen Mittelweg vor und betonte, dass Wissenschaft von Metaphern geprägt ist, die oft aus der Kultur stammen, und dass diese sowohl unser Verständnis formen als auch von der objektiven Realität eingeschränkt werden.
Hesse betont die zentrale Rolle von Modellen und Analogien in der Wissenschaft, die sowohl bei der Interpretation von Theorien als auch bei der Erklärung von Phänomenen helfen. Sie unterscheidet dabei zwischen materiellen Modellen, die physische Objekte darstellen (z. B. Billardkugeln in Modellen von Gasen), und formalen Modellen, die nur strukturell sind. Analogien verbinden diese Modelle mit der realen Welt, indem sie positive, negative und neutrale Analogien definieren, die sich mit fortschreitender Forschung entwickeln. Hesse kritisiert das hypothetisch-deduktive Modell, da Modelle für sie nicht nur Hilfsmittel, sondern essenzielle Bestandteile wissenschaftlicher Theorien sind. Sie schlägt vor, Theorien als dynamische, sich entwickelnde Netzwerke von Analogien zu betrachten, die immer wieder an neue Daten angepasst werden.
Hesses Ideen stellen eine erfrischende Abkehr von der zielstrebigen Verliebtheit ihrer Zeitgenossen in die Logik und Rechtfertigung wissenschaftlicher Erkenntnisse und der Vorstellung dar, dass die Rationalität der Philosophen die Grundlage der Wissenschaft beherrschte, wenngleich Feyerabend gegen sie polemisierte. Hesses philosophische Ideen über die Wissenschaft waren bemerkenswert modern. In der historischen Literatur wird sie zwar oft als „moderat“ zwischen den „konservativen“ Gelehrten des logischen Positivismus und „radikalen“ Philosophen wie Feyerabend oder Kuhn beschrieben, doch stellt dies ein Missverständnis hinsichtlich der Neuheit ihrer ganz eigenen Ideen dar. Anstatt sich mit der Rechtfertigung wissenschaftlicher Erkenntnisse zu beschäftigen, betonte Mary Hesse die Notwendigkeit, über ihre Entstehung nachzudenken, und sie beantwortete dabei die Frage, wie Wissenschaftler ihre Vorstellungen von der Welt entwickeln und Neues entdecken. Hesse betrachtete die Verwendung von Metaphern und Analogien in wissenschaftlichen Modellen, indem sie erlaubte, Metaphern als kognitives Gerüst zu analysieren, um die Natur eines wissenschaftlichen Objekts neu zu beschreiben, indem die Eigenschaften einer Metapher mit ihrem Zielphänomen verglichen wurden.
In ihrer Forschung konzentrierte sich Hesse auf die Beziehung zwischen Theorie und Beobachtung sowie auf die Wechselwirkungen zwischen den Natur- und Sozialwissenschaften und der Religion. Sie war eine überzeugte Presbyterianerin und integrierte ihre religiösen Überzeugungen in ihr wissenschaftliches Denken.

## Publikationen
- Forces and Fields: The Concept of Action at a Distance in the History of Physics, London, New York: T. Nelson, 1961, Dover 2005
- Models and Matter, in: David Bohm, Nicholas Kemmer, Brian Pippard, Mary Hesse, N. R. Hanson, Maurice Pryce, Stephen Toulmin: Quanta and Reality, American Research Council 1962
- Models and Analogies in Science, Sheed and Ward 1963, University of Notre Dame Press 1966
- Theories and the Transitivity of Confirmation, Philosophy of Science, 37 (1970), 50–63. —In Defense of Objectivity, 1972 [Annual Philosophical Lecture. Henriette Hertz Trust. British Academy].
- The Structure of Scientific Inference, 1974.
- Bayesian Methods and the Initial Probabilities of Theories, Minnesota Studies in the Philosophy of Science; vol. VI: Induction, Probability, and Confirmation, 1975, ed. Grover Maxwell, Robert M. Anderson, Jr., págs. 50–105.
- Theory and Value in the Social Sciences, in C. Hookway, P. Pettit, Action and Interpretation: Studies in the Philosophy of the Social Sciences, 1978, págs. 1–16.
- Revolutions and Reconstructions in the Philosophy of Science, 1980.
- Epistemology without Foundations, in A. J. Holland, ed., Philosophy, its History and Historiography, 1985, págs. 49–68, 87–90.
- mit Michael Arbib: The Construction of Reality, Cambridge UP 1986 [Gilford Lectures at Universität Edinburgh].
- The Cognitive Claims of Metaphor, Journal of Speculative Philosophy, 2 (1988), 1–16.
- Theories, Family Resemblances and Analogy, in D. Helman, ed., Analogical Reasoning, 1988, 317–340.
- Socializing Epistemology, in Ernan McMullin, ed., Construction and Constraint: The Shaping of Scientific Rationality, 1988, páginas 97–122.
- Science beyond Realism and Relativism, in D. Raven, L. van V. Tijssen, J. de Wolf, eds., Cognitive Relativism and Social Science, 1992, 91–106.